# Kim Dzsongszuk megye

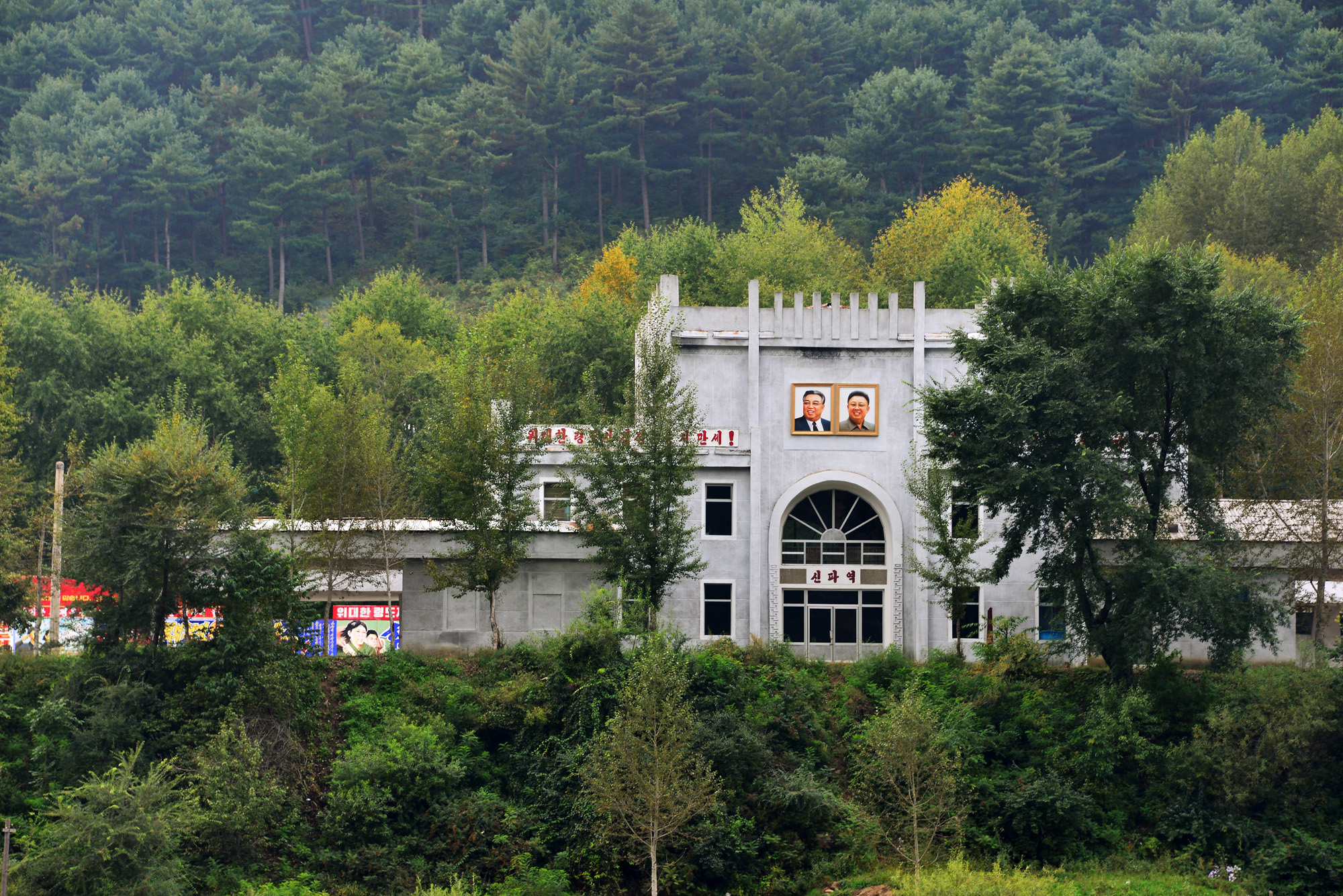
A Sinpha cshongnjon (Sinp'a ch'ŏngnyŏn) vasútállomás

Kim Dzsongszuk megye (hangul: 김정숙군, Kimdzsongszuk-kun, handzsa: 金正淑郡, RR: Kimjŏngsuk-kun) régebbi, 1981 előtti nevén Sinpha (hangul: 신파군, Sinpha-kun, handzsa: 新坡郡, RR: Sinpa, ’új domb’) megye Észak-Koreában, Rjanggang (Ryanggang) tartományban. A megye Kim Ir Szen (Kim Il-sung) feleségének nevét viseli.

## Földrajza
Északról a Jalu (Yalu), nyugatról Kim Hjongdzsik (Kim Hyŏng-jik) megye, keletről Szamszu (Samsu) megye, délről Csagang (Chagang) tartomány Rangnim (Rangrim) megyéje, illetve Dél-Hamgjong (Hamgyŏng) tartomány Pudzson (Pujŏn) megyéje határolja. Legmagasabb pontja a 2185 méter magas Hiszekpong (희색봉; 喜色峯, Hŭisaekbong).

## Közigazgatása
1 községből (up (ŭp)) 22 faluból (ri (ri)) és 2 munkásnegyedből (rodongdzsagu (rodongjagu)) áll:
| - Kimdzsongszuk-up (김정숙읍; 金正淑邑, Kimjŏngsuk-ŭp) - Kangha-ri (강하리; 江下里, Kangha-ri) - Korjong-ri (거룡리; 巨龍里, Kŏryong-ri) - Torjongdok-ri (도룡덕리; 道龍德里, Toryongdŏk-ri) - Mokszo-ri (목서리; 木西里, Moksŏ-ri) - Szamszo-ri (삼서리; 三西里, Samsŏ-ri) - Szamphodong-ri (삼포동리; 三浦洞里, Samp'odong-ri) - Szangde-ri (상대리; 上臺里, Sangdae-ri) - Szokphjong-ri (석평리; 石坪里, Sŏkp'yŏng-ri) - Szongdong-ri (성동리; 城銅里, Sŏngdong-ri) - Szongdzson-ri (송전리; 松田里, Songjŏn-ri) - Szongdzsi-ri (송지리; 松芝里, Songji-ri) | - Sinszang-ri (신상리; 新上里, Sinsang-ri) - Vondong-ri (원동리; 院洞里, Wŏndong-ri) - Csaszo-ri (자서리; 自西里, Chasŏ-ri) - Csanghang-ri (장항리; 獐項里, Changhang-ri) - Csophung-ri (저풍리; 箸豊里, Chŏp'ung-ri) - Cshabo-ri (차보리; 車堡里, Ch'abo-ri) - Thejang-ri (태양리; 太陽里, T'aeyang-ri) - Phodok-ri (포덕리; 浦德里, P'odŏk-ri) - Phungjang-ri (풍양리; 豊陽里, P'ungyang-ri) - Havondong-ri (하원동리; 下院洞里, Hawŏndong-ri) - Hvangcshol-ri (황철리; 黃鐵里, Hwangch'ŏl-ri) - Rjongha-rodongdzsagu (룡하로동자구; 龍河勞動者區, Ryongha-rodongjagu) - Sinhung-rodongdzsagu (신흥로동자구; 新興勞動者區, Sinhŭng-rodongjagu) |

## Gazdaság
Kim Dzsongszuk (Kim Jŏng-suk) megye gazdasága erdőgazdálkodásra és földművelésre épül. Fafeldolgozó üzemből van itt a legtöbb. Főbb termékei: élelmiszer, ruházat, szójaszósz, miszo, olaj, üdítőitalok, édességek.
Burgonyát, szójababot, búzát, kukoricát, árpát termesztenek. Állattenyésztés is előfordul, marhákat, juhokat, és nyulakat tartanak.

## Oktatás
Kim Dzsongszuk (Kim Jong Suk) megye egy földművelési és erdőgazdálkodási főiskolának, 24 középiskolának és 27 általános iskolának ad otthont.

## Egészségügy
A megye 32 egészségügyi intézménnyel rendelkezik, köztük saját kórházzal.

## Közlekedés
A megye vasúti kapcsolattal rendelkezik Hjeszan (Hyesan) és Sinidzsu (Sinŭiju) felé. Megközelíthető továbbá közutakon.